# Conioselinum
Conioselinum es un género de plantas herbáceas y el único miembro del clado Sinodielsia, perteneciente a la familia  Apiaceae, originaria de  Eurasia y Norteamérica. Comprende 54 especies descritas y de estas, solo 18 aceptadas.

## Descripción
Son plantas perennes con hojas compuestas profundamente dentadas e inflorescencia en forma de umbelas de flores blancas. Las plantas de este género son conocidas comúnmente como cicuta-perejil.

## Taxonomía
El género fue descrito por Fisch. ex Hoffm. y publicado en Genera Plantarum Umbelliferarum xxviii, 180. 1814.  La especie tipo es: Conioselinum tataricum

## Especiesseleccionadas
- Conioselinum chinense
- Conioselinum gmelinii
- Conioselinum tataricum
- Conioselinum vaginatum